# Vrika
Vrika (वृक – traslitterato vṛ́ka) è una parola sanscrita che può assumere molti significati a seconda del contesto, anche se viene comunemente interpretata col significato o di “fuoco” o di “lupo”.
Essendo una delle tre manifestazioni di Agni (dio del fuoco, uno degli otto elementi materiali), può significare “fuoco” essa stessa.
Ma a differenza del fuoco materiale Davagni (quello del legno che brucia) o del fuoco spirituale Vadavagni (che illumina l'ingegno e governa la ragione), Vrika (o Jatharagni) rappresenta il fuoco interiore, quello che brucia dentro le persone, quindi la porzione più irrazionale e passionale. Vrika potrebbe così significare anche “amore” o “passione”.
Vrika può bruciare e distruggere tutto quello che incontra. Ecco perché si ritrova anche nello stomaco di Bhimasena, col significato di "potente fuoco della digestione". Un fuoco che deve essere costantemente nutrito per evitare di venirne consumati e che impedisce, quindi, anche un solo giorno di digiuno:
In altri contesti connota un insieme di azioni quali "lacerare, strappare, separare, dividere" o anche la persona che effettua tali azioni, vale a dire "colui che divide" ovvero "nemico". Solo successivamente ha assunto il significato più riduttivo di “lupo”, in quanto animale che sbrana le sue prede.
Nel Mahābhārata Vrika rappresenta un prode guerriero che combatté dalla parte dei Pandava e venne ucciso durante una battaglia:
Ne La visione di Narada Vrika è uno dei re della dinastia solare, padre di Vahu.
Nella pratica dello yoga, Vrika è il fuoco situato nell'addome. Vrika può essere alimentato dal respiro e divampare risvegliando Kundalini. Questa energia, una volta liberata, penetra nella Shusumna attraversando tutti i chakra e purificandoli.